# Турбулентность

Вихревая дорожка при обтекании цилиндра

Турбуле́нтность, устар. турбуле́нция (от лат. turbulentus — бурный, беспорядочный), турбуле́нтное тече́ние — явление, когда при увеличении скорости течения жидкости (или газа) образуются нелинейные фрактальные волны. Волны образуются обычные, линейные различных размеров, без наличия внешних сил и/или при наличии — сил, возмущающих среду. Волны появляются случайно, и их амплитуда меняется хаотически в некотором интервале. Они возникают чаще всего либо на границе, у стенки, и/или при разрушении или опрокидывании волны. Они могут образоваться на струях (экспериментально турбулентность можно наблюдать на конце струи пара из электрочайника).
Количественные условия перехода к турбулентности были экспериментально открыты английским физиком и инженером О. Рейнольдсом в 1883 году при изучении течения воды в трубах.
Для расчёта подобных течений были созданы различные модели турбулентности.

## Описание
При определённых параметрах турбулентность наблюдается в потоках жидкостей и газов, многофазных течениях, жидких кристаллах, квантовых бозе- и ферми- жидкостях, магнитных жидкостях, плазме и любых сплошных средах (например, в песке, земле, металлах). Турбулентность также наблюдается при взрывах звёзд, в сверхтекучем гелии, в нейтронных звёздах, в лёгких человека, движении крови в сердце, при турбулентном (т. н. вибрационном) горении.
Турбулентность в её обычном понимании возникает в пристеночных слоях слабовязких жидкостей или газов либо на некотором удалённом расстоянии за плохообтекаемыми телами.
Турбулентность возникает самопроизвольно, когда соседние области среды следуют рядом или проникают один в другой, при наличии перепада давления или при наличии силы тяжести, или когда области среды обтекают непроницаемые поверхности.
Она может возникать при наличии вынуждающей случайной силы. Обычно внешняя случайная сила и сила тяжести действуют одновременно. Например, при землетрясении или порыве ветра падает лавина с горы, внутри которой течение снега турбулентно.
Мгновенные параметры потока (скорость, температура, давление, концентрация примесей) при этом хаотично колеблются вокруг средних значений. Зависимость квадрата амплитуды от частоты колебаний (или спектр Фурье) является непрерывной функцией.

Обычно турбулентность наступает при превышении критической величины неким параметром, например числом Рейнольдса или Рэлея (в частном случае скорости потока при постоянной плотности и диаметре трубы и/или температуры на внешней границе среды).
Турбулентность, например, можно создать:
- увеличив число Рейнольдса (увеличить линейную скорость или угловую скорость вращения потока, размер обтекаемого тела, уменьшить первый или второй коэффициент молекулярной вязкости, увеличить плотность среды);
- увеличив число Рэлея (нагреть среду);
- увеличив число Прандтля (уменьшить вязкость);
- увеличив угловую скорость вращения или радиальный градиент температуры (явление цикла индекса);
- задав очень сложный вид внешней силы (примеры: хаотичная сила, удар). Течение может не иметь фрактальных свойств.
- создав сложные граничные или начальные условия, задав функцию формы границ. Например, их можно представить случайной функцией. Например: течение при взрыве сосуда с газом. Можно, например, организовать вдув газа в среду, создать шероховатую поверхность. Использовать разгар сопла. Поставить сетку в течение. Течение может при этом не иметь фрактальных свойств.
- создав квантовое состояние. Данное условие применимо только к изотопам гелия 3 и 4. Все остальные вещества замерзают, оставаясь в нормальном, не квантовом состоянии.
- облучив среду звуком высокой интенсивности.
- с помощью химических реакций, например горения. Форма пламени, как и вид водопада может быть хаотичной.

Скорее всего, турбулентность описывается уравнением Больцмана, поскольку характерные масштабы этого уравнения намного меньше масштабов турбулентности. Но вопрос остаётся открытым, в настоящее время ведутся исследования о применимости этого уравнения для моделирования процесса возникновения турбулентности. Проблема заключается в том, что уравнения движения жидкости (уравнения Навье — Стокса) являются безмасштабными, то есть сами по себе не задают пределов прямого каскада (см. ниже) и таким образом не определяют характерного размера (масштаба) турбулентных вихрей. Тем не менее, на их основе разработано огромное множество математических моделей турбулентности (RANS, LES, DES и DNS модели). Эти модели, за исключением модели DNS, широко используются для инженерных расчётов. Однако до настоящего момента не получено ни одного точного аналитического решения этой системы уравнений для турбулентной области течения.

### Виды турбулентности

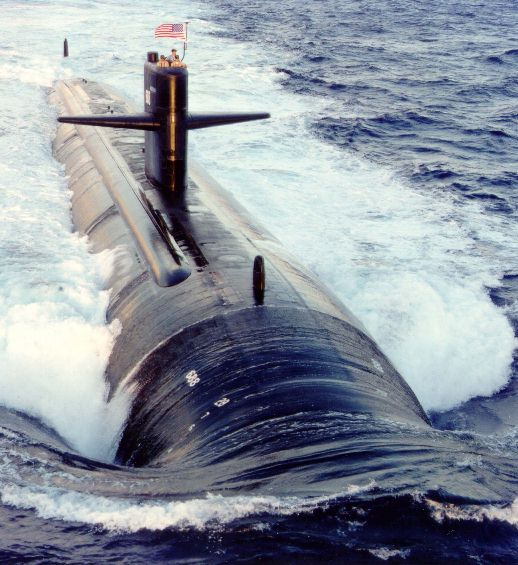
Ламинарное (на переднем плане) и турбулентное течение вокруг подлодки типа «Лос-Анджелес»

- Двумерная турбулентность наблюдается в тонких плёнках или слоях жидкости или газа. Поскольку толщина земной атмосферы намного меньше земного радиуса, атмосфера Земли является двумерной системой и большинство погодных явлений (циклоны, ураганы и т. п.) могут рассматриваться как двумерные турбулентные вихри.

Основное отличие двумерной турбулентности от трёхмерной заключается в направлении переноса энергии в спектре: в трёхмерной среде крупные турбулентные вихри распадаются на более мелкие, те, в свою очередь, на ещё более мелкие, которые затем теряют свою энергию (замедляются) за счёт действия не консервативных сил. В двумерной среде наоборот, малые завихрения усиливают друг друга, складываясь и создавая всё более крупные завихрения. Экспериментально двумерная турбулентность может наблюдаться в искусственно создаваемой мыльной плёнке воды толщиной от 4 до 5 микрон.
- Оптическая турбулентность.
- Хаотичное мерцание звёзд на ночном небе связано с случайным изменением плотности воздуха. Это так же проявление мелкомасштабной атмосферной турбулентности.
- Речная турбулентность. Течение воды в реке турбулентно. Когда число Рейнольдса и расход меняется, река меняет шероховатость своего дна.
- В жидких кристаллах (нематиках), когда скорость среды равна нулю, наблюдается так называемая «медленная» турбулентность.
- Химическая турбулентность. В частном случае, она может быть описана уравнением В. Н. Николаевского.[2].
- Кварк-глюонная плазма, которая существовала на ранней стадии Вселенной, описывается моделью идеальной жидкости (то есть уравнением Навье — Стокса с величиной вязкости, равной нулю). Это пример турбулентного состояния плазмы.

- Однородная и изотропная
  - Изотропная — когда её статистические параметры не зависят от направления. Создаётся искусственно на некотором расстоянии после металлической сетки или решётки.
  - Однородная — когда её параметры меняются вдоль выбранной оси, но в данном сечении (например, трубы́) они одинаковы.

- На поверхности многофазной жидкости (см. Многофазная система) под влиянием вибраций. Например, в слое стеклянных сфер в кукурузном крахмальном сиропе при частоте 120 Гц и виброускорении в 25 g.

## Теория
Для теоретического описания турбулентности применяются различные подходы.
При статистическом подходе считается, что турбулентность порождает случайно изменяющаяся совокупность вихревых элементов различных размеров.
Другим подходом является метод спектрального анализа, который дополняет статистический подход.
При больших числах Рейнольдса, скорости потока от небольших изменений на границе зависят слабо. Поэтому при разных начальных скоростях движения корабля формируется одна и та же волна перед его носом, когда он движется с крейсерской скоростью. Нос ракеты обгорает и создаётся одинаковая картина разгара, несмотря на разную начальную скорость.
Фрактальный — означает самоподобный. У прямой линии фрактальная размерность равна единице. У плоскости равна двум. У шара трём. Русло реки имеет фрактальную размерность больше 1, но меньше двух, если рассматривать его с высоты спутника. У растений фрактальная размерность вырастает с нуля до величины больше двух. Есть характеристика геометрических фигур, называется фрактальная размерность. Наш мир нельзя представить в виде множества линий, треугольников, квадратов, сфер и других простейших фигур. И фрактальная размерность позволяет быстро характеризовать геометрические тела сложной формы. Например, форму листа дерева.
Нелинейная волна — волна, которая обладает нелинейными свойствами. Их амплитуды нельзя складывать при столкновении. Их свойства сильно меняются при малых изменениях параметров. Нелинейные волны называют диссипативными структурами.
В них нет линейных процессов дифракции, интерференции, поляризации. Но есть нелинейные процессы, например, самофокусировка.
При этом резко, на порядки увеличивается коэффициент диффузии среды, перенос энергии и импульса, сила трения на поверхность.
То есть, в частном случае, в трубе с абсолютно гладкими стенками при скорости выше некоторой критической, в течение любой сплошной среды, температура которой постоянная, под действием только силы тяжести всегда самопроизвольно образуются нелинейные самоподобные волны и затем турбулентность. При этом нет никаких внешних возмущающих сил. Если дополнительно создать возмущающую случайную силу или ямки на внутренней поверхности трубы, то турбулентность также появится.
В частном случае нелинейные волны — вихри, торнадо, солитоны и другие нелинейные явления (например, волны в плазме — обычные и шаровые молнии), происходящие одновременно с линейными процессами (например, акустическими волнами).
На математическом языке турбулентность означает, что точное аналитическое решение дифференциальных уравнений в частных производных сохранения импульса и сохранения массы Навье-Стокса (это закон Ньютона с добавлением сил вязкости и сил давления в среде и уравнение неразрывности или сохранения массы) и уравнение энергии представляет собой при превышении некоторого критического числа Рейнольдса, странный аттрактор. Они представляют нелинейные волны и обладают фрактальными, самоподобными свойствами. Но так как волны занимают конечный объём, какая-то часть области течения ламинарна.
При очень малом числе Рейнольдса — это всем известные линейные волны на воде небольшой амплитуды. При большой скорости мы наблюдаем нелинейные волны цунами или обрушение волн прибоя. Например, крупные волны за плотиной распадаются на волны меньших размеров.
Вследствие нелинейных волн любые параметры среды: (скорость, температура, давление, плотность) могут испытывать хаотические колебания, изменяются от точки к точке и во времени не периодически. Они очень чувствительны к малейшим изменением параметров среды. В турбулентном течении мгновенные параметры среды распределены по случайному закону. Этим турбулентные течения отличаются от ламинарных течений. Но управляя средними параметрами, мы можем управлять турбулентностью. Например, изменяя диаметр трубы, мы управляем числом Рейнольдса, расходом топлива и скоростью заполнения бака ракеты.
Уравнения Навье — Стокса (обычные, а не усреднённые по какому-то интервалу времени) описывают и мягкую, и жёсткую потерю устойчивости течений. Их можно вывести тремя способами из общих законов сохранения: постулируя закон трения Ньютона(обобщённый), следуя методу Чепмена-Энскога и из метода Грэда.
При вязкости равной нулю уравнения сводятся к уравнению Эйлера. Точные решения уравнения Эйлера также хаотичны.
Общепринято считать проекцию вектора скорости на ось координат в турбулентном потоке, состоящей из средней или осреднённой величины, за некоторое выбранное время, и плюс мгновенной составляющей:
{\displaystyle U=U_{mid}+u'=100+0,5} м/с.
Здесь {\displaystyle u'} — пульсационная составляющая или пульсация. Оказалось удобно ввести понятие степень турбулентности:
{\displaystyle e={\frac {100\%\cdot u'}{U_{mid}}}={\frac {100\%\cdot 0,5}{100}}=0,5\%.}
Для трёх осей:
{\displaystyle e={\frac {u'+v'+w'}{U_{mid}}}.}
Турбулентное течение с большим числом Рейнольдса называют развитой турбулентностью. При разных граничных условиях оно всегда приводит к созданию одного и того же профиля скоростей. Это свойство независимости параметров от числа Рейнольдса называют автомодельностью течения. Наблюдается экспериментально в струях или в пограничном слое.
Можно создать изотропную турбулентность, когда статистические параметры течения (функция распределения вероятности, дисперсия, моменты) одинаковы в направлении разных осей координат и не зависят от времени.
Теория однородной турбулентности (то есть, при очень больших числах Рейнольдса, когда её статистические параметры не зависят от времени и примерно постоянны в течении, но зависят от направления) была создана советскими учёными Обуховым и Колмогоровым. И использовалась затем во многих инженерных расчётах. Теория привела к созданию упрощённых полуэмпирических моделей течения: k-ε (ка-эпсилон) и многих других.
Большинство течений жидкостей и газов в природе (движение воздуха в земной атмосфере, воды в реках и морях, газа в атмосферах Солнца и звёзд и в межзвёздных туманностях и т. п.), в технических устройствах (в трубах, каналах, струях, в пограничных слоях около движущихся в жидкости или газе твёрдых тел, в следах за такими телами и т. п.) турбулентны из-за наличия источников энергии и импульса, наличия внешних возмущающих сил или отсутствия сил сопротивления трения в квантовых жидкостях.
При процессах горения или химических реакциях на явление турбулентности накладываются множество других физических и химических процессов. Например, эффект конвекции, автоколебаний, гистерезиса. В этом случае говорят о турбулентной конвекции. Обычно принимается, что переход от ламинарного течения к турбулентному происходит при достижении критического числа Рейнольдса (Re). Критическое значение числа Рейнольдса зависит от конкретного вида течения, его коэффициента вязкости, который зависит от температуры, которое зависит от давления (течение в круглой трубе, обтекание шара и т. п.). Например, для течения в круглой трубе {\displaystyle Re_{kp}\simeq 2300}. В последнее время показано, что это правомерно только для напорных потоков. Но удар по трубе, её резкое вращение или колебание могут вызвать появление турбулентности.
То есть, турбулентность может возникать самопроизвольно, а может в результате действий нескольких внешних сил.
При изучении течения жидкости через трубки малого диаметра французским врачом и учёным Пуазейлем в 1840—1842 гг. выведена формула, по которой можно рассчитать расход воды через трубу. До Пуазейля исследованием движения вязкой жидкости через трубы малого диаметра занимался Хаген (1797—1884). При большом расходе формула оказалась неверной. Причина в том, что в трубе возникала турбулентность.
Стоксом, английским учёным-теоретиком были найдены решения уравнения движения вязкой жидкости для малых чисел Re (это второй закон Ньютона с добавками сил давления и сил вязкости), которые он вывел в 1845 г. для движения жидкости в круглой трубе. Затем он получил формулу силы сопротивления при равномерном движении шара в неограниченной жидкости в 1851 году. Её стали использовать для определения коэффициента динамической вязкости. Но решения совпали с опытом лишь при малых скоростях движения жидкости и диаметрах трубы и шара.
Причина этого расхождения была объяснена только опытами Рейнольдса в 1883 г. Он показал существование двух различных режимов движения жидкости — ламинарного и турбулентного — и нашёл один параметр — число Рейнольдса — который позволил предсказать наличие турбулентности для данного течения в трубе.
Это позволило Рейнольдсу в 1883 г. ввести положение, что течения одинакового типа (труба должна быть геометрически подобной) с одинаковым числом Рейнольдса подобны. Этот закон был назван законом подобия. Затем, на основе опытов, стала развиваться теория размерности и подобия.
Частичное описание развитой турбулентности в рамках математики XIX века предложил Л. Ричардсон в начале XX века. Мешая ложкой чай в стакане, мы создаём вихри размером порядка размера стакана, ложки. Вязкость действует на течение тем сильнее, чем меньше характерный размер течения. Под характерным размером понимают какой-то геометрический параметр, сильно влияющий на течение. Диаметр стакана, его высота, ширина ложки. При большом числе Рейнольдса на эти крупномасштабные движения молекулярная вязкость действует слабо.
Уравнение движения жидкости (Навье-Стокса) нелинейно, так как скорость жидкости переносится самой скоростью и эти вихри неустойчивы. Они дробятся на более мелкие вихри, те на более мелкие. В конце концов на малых размерах вступает в действие молекулярная вязкость, и самые мелкие вихри затухают за счёт неё. Эта представление назвали прямой каскад (или переход от больших масштабов в меньшие).
В 1924 г. стала известна теория Людвига Прандтля, которая была уточнена на основе экспериментов И. Никурадзе и многих других исследователей. Они изучили экспериментально турбулентные течения вблизи пластин, в шероховатых трубах и многих других телах. Л. Прандтль ввёл понятие длины перемешивания турбулентного моля — это грубая модель нелинейной волны, которая переносила импульс на некоторое расстояние, по аналогии с броуновским движением молекул. Очень общую модель перемешивания турбулентного моля, который переносит импульс в турбулентном движении впервые предложил Ж. Буссинеск. Теория Л. Прандтля была более понятной практикам, экспериментаторам, учёным. Затем она была развита и уточнена Дж. И. Тейлором, Т. Карманом и позволила рассчитывать инженерам пристеночные течения в каналах, трубах, возле профилей крыльев.  Затем начались поиски универсальных формул для распределения скоростей плоских и пространственных течений на пластинах, трубах. После этого появилась полуэмпирическая теория турбулентности ка-эпсилон А. Колмогорова. Этими задачами занимались сотни инженеров, учёных во многих странах мира. Сейчас происходит уточнение полуэмпирических моделей турбулентности, появление новых моделей. После появления супер компьютеров, удалось обсчитывать турбулентные течения вокруг профилей, крыльев, винтов, вентиляторов, пропеллера, самолётов, ракет, вертолётов с некоторой погрешностью, используя эмпирические модели турбулентности, а затем укороченные и полные несткэффициент поионарные уравнения Навье-Стокса. При анализе течений необходимо осреднять полученные поля скоростей, давлений из эксперимента или расчёта, то есть переходить от мгновенных трёхмерных полей распределений скоростей, давлений, ускорений к двухмерным функциям не зависящим от времени. Таким образом получают величину тяги авиадвигателя.
Отмечая заслуги Г. Шлихтинга в изучение ламинарно-турбулентного перехода малые нелинейные волны в вязкой жидкой (газообразной) среде названы его именем (волны Толлмина — Шлихтинга).
Есть разница между понятием турбулентность и турбулентное течение. Термин турбулентное течение возник в гидравлике. Затем были открыты квантовые жидкости. Их вязкость всегда равна нулю. Если подсчитать для них число Рейнольдса, оно всегда равно бесконечности, когда проекция вектора скорости не равна нулю. Само турбулентное течение может присутствовать в системе очень мелких вихрей, в некоторых малых частях среды. Поэтому, средняя скорость течения равна нулю, когда квантовая жидкость покоится в сосуде. Число Рейнольдса не определено (в числителе нулевая скорость, в знаменателе нулевая вязкость).

## Турбулентность в природе
Поскольку толщина земной атмосферы намного меньше земного радиуса, атмосфера Земли является двумерной системой и большинство погодных явлений (циклоны, ураганы и т. п.) могут рассматриваться как двумерные турбулентные вихри.
- Атмосферная турбулентность (см. Термодинамика атмосферы)
- Турбулентность ясного неба в авиации

см. также: Астрономическая рефракция

## Турбулентность в технике
Турбулентность в технике стараются либо подавить, либо искусственно создать.
У самолётов ставят винглеты — загнутые кверху законцовки крыла. Они экономят до 4 % топлива, так как при этом уменьшается размер и число образуемых за крылом вихрей, которые уносят с собой полезную кинетическую энергию (это так называемые волновые потери).
В тех случаях, когда возникает переходный режим от ламинарного к турбулентному, могут возникать колебания давления, подъёмной силы. Поэтому по всей длине крыла ставят вихрегенераторы (изогнутые скобы). Они стабилизируют параметры потока. Течение после них всегда турбулентно. Поэтому подъёмная сила крыла постепенно растёт с увеличением скорости самолёта.
Топочные мазуты в энергетических установках для снижения вязкости перед сжиганием подогревают, затем в топке дополнительно турболизуют острым паром. Это повышает коэффициент полезного действия топочного котла путем более полного сгорания мазута и уменьшения зольных остатков.

## Исследования

### в СССР
До 1917 года в российской науке пользовались термином беспорядочное течение. В 1938 году Капицей было открыто турбулентное течение в квантовых средах — сверхтекучем гелии (в жидком гелии есть два типа звука — первый и второй, они могут создавать волновую турбулентность на его поверхности).
В 1941 году А. Н. Колмогоровым и A. М. Обуховым создана теория однородной турбулентности для несжимаемых течений при больших числах Re.
В  1946 г.  увидела свет  работа М. А. Великанова «Кинематическая  структура  турбулентного  руслового  потока»,  где автор прослеживал целый ряд закономерностей в природе турбулентного потока и его влиянию на формирование речного русла.
Затем в 1960-е годы было начато изучение нелинейных волн, солитонов.
В 1970-е годы в СССР В. Е. Захаровым была изучена слабая или «волновая» турбулентность волн на поверхности воды (её называют вырожденной). Турбулентность внутри сред назвали сильной.
M. Д. Миллионщиков получил некоторые формулы для пограничного слоя с очень большим числом Re, решил задачу о затухании изотропной турбулентности в 1939 г.. Его расчёты безразмерной скорости для вязких сред в зависимости от безразмерного расстояния от стенки показали «практическую эквивалентность» формул для распределения скорости в пограничном слое и трубе, это «…позволяет использовать для вычисления распределения скорости в трубе более простую формулу, полученную для распределения скорости в пограничном слое».
В 1975 году введено понятие фрактал, математиком Бенуа Мандельбротом. А константа Фейгенбаума, используемая при описании фрактальной среды с детерминированным хаосом, была получена в 1978. Тогда же был открыт сценарий Фейгенбаума (или субгармонический каскад) — частный вид перехода к турбулентности.
Физикам было непонятно, почему при хаотическом движении, похожем на Броуновское, в жидкости или газе вдруг миллиарды молекул сворачиваются в кольцо. В начале 80-х годов Ю. Л. Климонтович, профессор МГУ им. Ломоносова, выдвинул гипотезу о том, что турбулентность — это не хаотичное, а высокоорганизованное, упорядоченное течение. И что энтропия при переходе от ламинарного к турбулентному течению уменьшается. Поэтому спонтанно образуются различные структуры. Он предложил свой критерий, на основе «S-теоремы», по которому можно было рассчитать степень упорядоченности сплошной среды, используя величину производства энтропии. Он не знал, что сценарий Фейгенбаума и другие их виды встречаются в реальных турбулентных средах и считал, что модели сплошной среды недостаточно для появления турбулентности и в уравнении Навье — Стокса нет турбулентности. Поэтому даже для простого движения воды он вводил в уравнения некие искусственные дополнительные флуктуационные члены, что было ошибкой.
Аналогично вводил дополнительные члены в уравнения сохранения импульса или движения О. Рейнольдс.
При этом, его «S-теорема» была очень плохо изложена для экспериментаторов и было непонятно, как её применять в эксперименте и чем она лучше понятия K-энтропии. Она противоречила многолетней практике инженеров. Они часто использовали подход, когда энтропия была постоянной для течения (модель изэнтропического газа). Это было возможно, так как инженеры старались часто применять ламинарное течение вместо турбулентного. Они использовали потоки, где происходило ускорение потока, при этом течение реламиниризовалось (то есть турбулентность вырождалось в ламинарное течение).
В 2015 г. появились работы российских учёных о течении жидкости при очень больших числах Re в трубах.